# Skyline (filme)
Skyline (prt: Skyline - O Alvo Somos Nós; bra: Skyline - A Invasão) é um filme de ficção científica de 2010, cujo tema é uma invasão alienígena, dirigido e produzido pelos irmãos Strause.
O filme foi lançado em 12 de novembro de 2010 na América do Norte e em 3 de dezembro de 2010 no Brasil. É estrelado por Eric Balfour, Scottie Thompson, Donald Faison e David Zayas. À época os irmãos Strause afirmaram que Skyline seria o primeiro filme de uma saga cinematográfica. O que se confirmou com o lançamento da sequência, intitulada Beyond Skyline, lançada em 2017 com o ator Frank Grillo como o protagonista.

## Sinopse
Enquanto milhares de habitantes são abduzidos ao redor da Terra por alíenigenas, um grupo de amigos tenta sobreviver à invasão.

## Elenco
- Eric Balfour como Jarrod
- Scottie Thompson como Elaine
- Brittany Daniel como Candice
- David Zayas como Oliver
- Donald Faison como Terry
- Crystal Reed como Denise
- Robin Gammell como Walt
- J. Paul Boehmer como Colin
- Tanya Newbould como Jen
- Tony Black como Derek
- Pam Levin como Cindy
- Phat Mahathongdy como Mandy

## Recepção
No site agregador de críticas Rotten Tomatoes, 15% das 79 resenhas dos críticos são positivas. O consenso diz: "Uma entrada de ficção científica mediana (...) oferece a prova de que efeitos especiais sólidos por si só não pode superar um enredo apartado, cheio de diálogos sem inspiração".